# Conector de RF

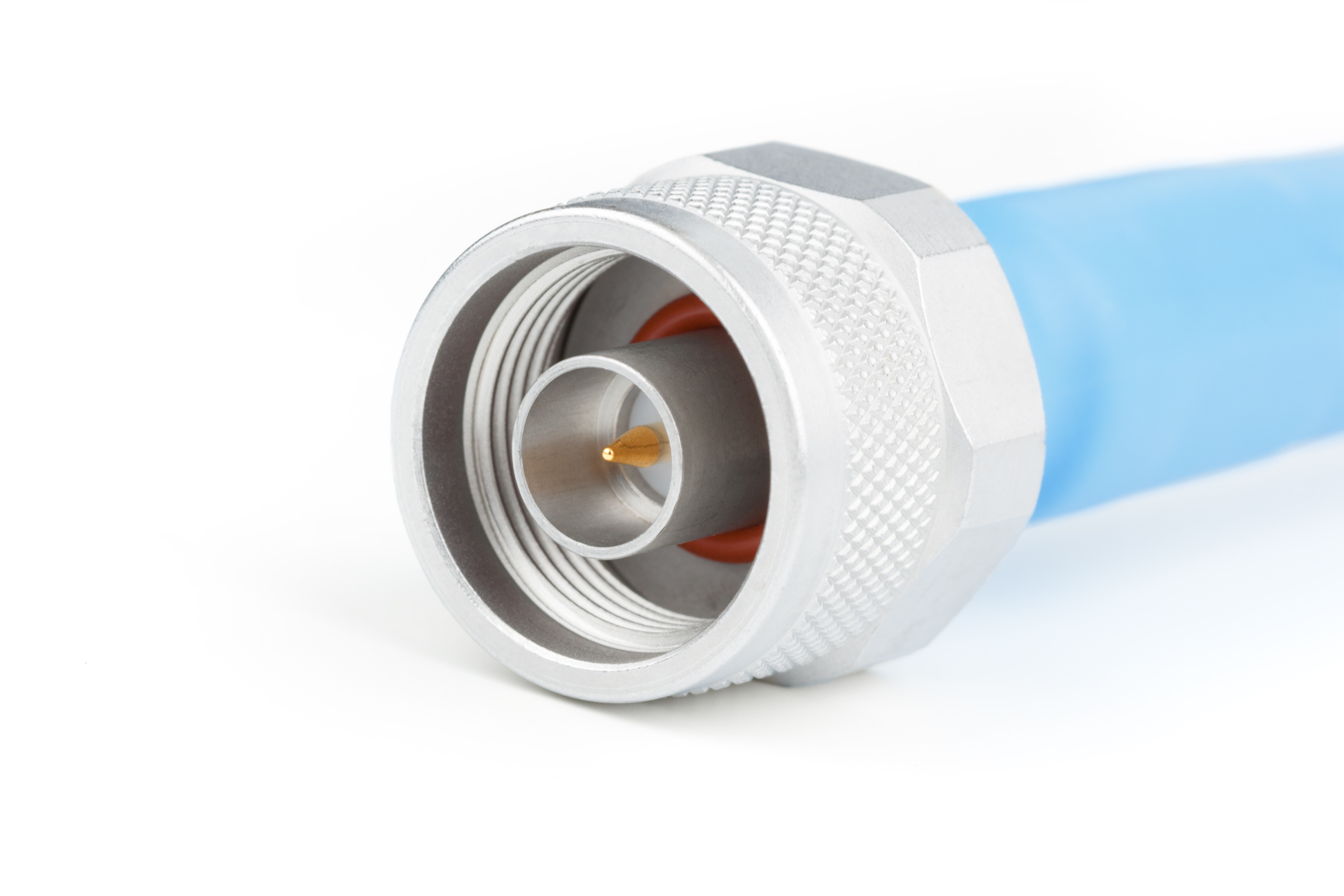
Conector RF tipo N.

El conector de RF (conector de radio frecuencia) coaxial ) es un conector eléctrico diseñado para funcionar en radiofrecuencias en el rango de múltiples megahercios. Los conectores de RF se suelen utilizar con cables coaxiales y están diseñados para mantener el blindaje que ofrece el diseño coaxial. Los modelos de mejor calidad también minimizan el cambio en la impedancia de la línea de transmisión en la conexión. Se trata de un componente electrónico pasivo. El modelo que se use está determinado en cada caso por la potencia de los equipos. Por lo general, los conectores están fabricados en bronce cromado con laminado activo de plata de 30 micrones y su impedancia es de 50 ohmios. Mecánicamente, pueden proporcionar un mecanismo de sujeción (hilo, bayoneta, tirantes, yate ciego) y resortes para un contacto eléctrico de bajo ohmio y que al mismo tiempo eviten la superficie de oro, lo permitie ciclos de acoplamiento muy altos y reducción la fuerza de inserción. En la década de 2000 ha aumentado la actividad de investigación en el área del diseño de circuitos de radiofrecuencia (RF), en respuesta directa a la enorme demanda del mercado de transceptores inalámbricos económicos y de alta velocidad de datos.